# Victorien Sardou
Victorien Sardou (París, 5 de septiembre de 1831 - 8 de noviembre de 1908) fue un dramaturgo francés.

## Biografía

### Inicios difíciles
Victorien Sardou procedía de una modesta familia propietaria de un olivar en Le Cannet, cerca de Cannes. Durante un invierno especialmente frío, el hielo mató todos los olivos y arruinó a su familia. El padre, Antoine Léandre Sardou, se trasladó a París y allí fue sucesivamente contable, profesor de contabilidad, director de colegio y preceptor, además de publicar algunos manuales de gramática, diccionarios y otros tratados de diferentes materias. Y como su padre solo conseguía sobrevivir con dificultades, Victorien tuvo que desenvolverse por sí mismo desde muy joven y se vio obligado, por falta de dinero, a interrumpir los estudios de medicina que había iniciado.
Sobrevivió dando clases de francés a alumnos extranjeros y otras de latín, historia y matemáticas a sus compatriotas, así como escribiendo artículos para enciclopedias populares. Al mismo tiempo trataba de introducirse en el mundo de las letras y consiguió que Madame de Bawr ‒una escritora de segundo orden pero de alguna fama durante la Restauración‒ le ayudara. También trató de llamar la atención de la famosa actriz francesa Rachel proponiéndole un drama, La Reina Ulfra, basado en antiguas leyendas suecas, pero su carrera no terminaba de despegar.
Su obra La taberna de los estudiantes, que se representó en el Teatro del Odéon el 1 de abril de 1854, fracasó porque se había extendido el rumor de que el autor había sido contratado por el gobierno para provocar a los estudiantes, de forma que tras cinco representaciones fue retirada de cartel. Otro drama, Bernard Palissy, que había sido en principio aceptado por el teatro del Odeón, fue rechazada al cambiar desafortunadamente la dirección del teatro: los nuevos mandatarios de la sala decidieron no cumplir el compromiso adquirido por sus antecesores. Una obra de tema canadiense, Flor de liana, estuvo a punto de representarse en el Teatro del Ambigu, pero la muerte del director del teatro hizo que el proyecto fracasara. Es más, su pieza El jorobado, que Sardou escribió para el actor Charles Albert Fechter, no gustó al que debía ser protagonista y, cuando al fin la obra pudo representarse con éxito, no fue sino a consecuencia de un error atribuida a otro escritor. París al revés, que se presentó ante Adolphe Lemoine, llamado "Montigny", director del Théâtre du Gymnase Marie-Bell, fue rechazada por este por consejo de Eugène Scribe, a quien parecía escandalosa la escena de amor que se iba a hacer famosa en Nuestros íntimos.

### El éxito
Sardou se encontraba completamente arruinado, y sus desgracias se agravaron cuando un ataque de tifus casi lo conduce a la tumba. A punto de morir en su cuchitril y rodeado por sus manuscritos rechazados, una vecina, Mademoiselle de Brécourt, relacionada con el mundo del teatro, en especial con la famosa actriz Virginie Déjazet, de la que era íntima amiga, lo auxilió. Y, tras reponerse, lo presentó a su amiga, que decidió convertirse en la protectora del joven autor.

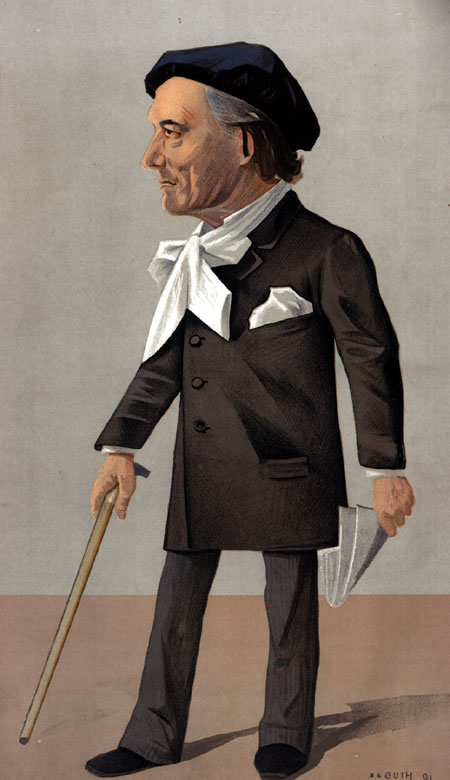
Caricatura de Victorien Sardou.

La actriz, ya mayor, compró para él en 1859 un teatro, el Folies Déjazet, que se rebautizó como Teatro Déjazet. Para conseguir mantener los gastos del teatro, llegó incluso a volver a emprender giras teatrales por toda Europa. Cándida, la primera obra que Sardou escribió para Virginie Déjazet, fue prohibida por la censura, pero las tres obras siguientes, escritas prácticamente una tras otra (Las primeras armas de Figaro, Monsieur Garat y Los Prados Saint-Gervais) fueron un gran éxito. Ocurrió lo mismo con Las patas de mosca (1860), representada en el Gymnase.
Pronto Victorien Sardou estuvo en igualdad de condiciones con los dos maestros del teatro del momento, Émile Augier y Alexandre Dumas (hijo). Aunque no tenía ni vis cómica ni la elocuencia o fuerza moral del primero, ni la convicción apasionada y el agudo ingenio del segundo, era un maestro indiscutible del diálogo. Las réplicas de sus personajes se engarzaban de modo muy ingenioso. Además aplicaba los principios constructivos del hábil y fecundo Eugène Scribe y combinaba los tres géneros clásicos (comedia de carácter, comedia de costumbres y comedia de intriga) con el drama burgués. Demostró tanta habilidad como su maestro para unir esos elementos en obras sólidas y bien construidas, a pesar de que les incorporaba un importante matiz de sátira y crítica social. Se burló de la burguesía egoísta y vulgar en Nuestros íntimos (1861), de los viejos solterones en Los muchachos viejos (1865), de los modernos tartufos en Séraphine (1868), de los campesinos en Nuestros buenos aldeanos (1866), de las viejas costumbres y las principales políticas pasadas de moda en Los patanes (1862), del espíritu revolucionario y de los que lo viven en Rabagas (1872) y El rey zanahoria (1872), de las leyes sobre el divorcio en ¡Divorciémonos! (1880).
Escribió Fedora (1882) especialmente para Sarah Bernhardt. Se renovó introduciendo en sus obras un elemento histórico, generalmente superficial: adaptó Teodora (1884) de unas crónicas bizantinas y El odio (1874) de crónicas italianas, a la vez que situaba La duquesa de Atenas en una Grecia medieval. Patria (1869) narra la revuelta de los campesinos neerlandeses a finales del siglo XVI, mientras La bruja (1904) se desarrollaba en la España también del siglo XVI. La Revolución francesa servirá de marco para tres de sus obras: Las Maravillosas, Termidor (1891) y Robespierre (1902), que escribe especialmente para Sir Henry Irving. Hará revivir la epopeya imperial en La Tosca (1887) y la muy famosa Madame Sans Gêne (1893). También es el autor de Dante (1903), La Pisie (1905) y El drama de los venenos (1907).
Victorien Sardou se casó por primera vez con Laurentine Eléonore Désirée de Moisson de Brécourt, que murió ocho años después. Se volvió a casar en 1872 con Marie Anne Corneille Soulié, hija del erudito Eudore Augustin Soulié y de Marie Catherine Joséphine Vila. Su hija se casó con el escritor dramático Robert de Flers.
Victorien Sardou fue elegido como miembro de la Academia Francesa en 1877.

## Obras principales
- 1860 - Les Pattes de mouche
- 1869 - Patrie!
- 1873 - L’Oncle Sam
- 1874 - La Haine
- 1877 - Dora
- 1880 - Divorçons!
- 1872 - Le Roi Carotte
- 1882 - Fédora
- 1884 - Théodora
- 1887 - La Tosca
- 1890 - Cléopâtre
- 1891 - Thermidor
- 1893 - Madame Sans-Gêne
- 1894 
  - Gismonda
  - La Sorcière
- 1896 - Spiritisme
- 1899 - Robespierre
- 1903 - Dante

## Versiones cinematográficas
- La señora de Pérez se divorcia (1945) filme de Argentina dirigido por Carlos Hugo Christensen según guion basado en la obra teatral Divorçons.
- El precio de una vida (1947) filme de Argentina dirigido por Adelqui Millar según guion basado en la obra teatral Fedora.
- Mi marido y mi novio (1955) filme de Argentina dirigido por Carlos Schlieper.